# Bubinas
Bubinas je říčka na západě Litvy v okresech Plungė (Telšiaiský kraj) a Kretinga (Klajpedský kraj), v Žemaitsku na Žemaitijské vysočině. Pramení 7 km na východojihovýchod od města Salantai. Vlévá se do Salantu 22,6 km od jeho ústí do řeky Minija 1 km na sever od obce Laiviai. Je to jeho levý přítok.

## Průběh toku
Teče zpočátku směrem jihozápadním později severním, západním, protéká vsí Žeimiai, zde se stáčí směrem severozápadním, severním, opět severozápadním, západním, teče po severním okraji obce Laiviai a před soutokem se Salantem se stáči na sever. Nemá významnější přítoky.